# ArtX
ArtX wurde 1997 von einer Gruppe Ingenieure von Silicon Graphics gegründet, die den Grafikchip für den Nintendo 64 entwickelten. Mitbegründer war Wie Yen, ehemaliger Top-Entwickler bei Silicon Graphics. Präsident der Firma wurde David Orton, der auch die „Advanced Graphics Division“ von Silicon Graphics leitete.
ArtX wollte 3D-Grafikchips für den PC-Bereich entwickeln, die sowohl leistungsstark als auch günstig sein sollten und sie hofften sofort mit den damaligen Marktführern 3dfx und nVidia konkurrieren zu können. Zur COMDEX im Herbst 1999 demonstrierten sie zusammen mit Acer Labs den ersten IGP mit T&L-Einheit, den ALi Aladdin 7. Zusätzlich wurden sie von Nintendo als Lieferant für den Grafikchip des GameCube ausgewählt, genannt Flipper.
Im Februar 2000 wurde ArtX dann von ATI Technologies für 400 Mio. US$ übernommen und vollständig ins Unternehmen integriert.